# Aniseia argentina
Aniseia argentina är en vindeväxtart som först beskrevs av Nicholas Edward Brown, och fick sitt nu gällande namn av O'donell. Aniseia argentina ingår i släktet Aniseia och familjen vindeväxter. Inga underarter finns listade i Catalogue of Life.